# 루트17
주식회사 루트17(영어: ROUTE 17)은 2010년 설립된 전기자동차 브랜드이며 본사는 충청북도 진천군 이월면 수평1길 21 (사곡리)에 위치해있다. 2017년에 르노에 이어 각각 기술 제휴를 맺기 시작했다.

## 연표
- 2010년 1월 25일 설립
- 2011년 2월 28일 전동카트 생산
- 2015년 4월 27일 : 대창모터스로 사명 변경
- 2017년 1월 1일 르노에 이어 각각 기술제휴
- 2018년 10월 4일 다니고 출시
- 2019년 4월 22일 다니고 3 출시
- 2024년 12월 : 루트17로 사명 변경

## 제품
- 경형 전기밴
- 소형 전기트럭
- 초소형전기차
- 배터리
- 한국야구르트 카트
- 저속 전기차
- SPM 전동카트
- 전동 냉/온장 배식 운반차

## 생산 차량
- E-TOVI
- 다니고 - C